# Marko Rajković
Marko Rajković (Brinje, 6. studenog 1905. – Černavka, 15. listopada 1941.), nogometaš, igrao na poziciji braniča, uporan, plećat, stabilan i težak. Dugogodišnji kapetan zagrebačkog Građanskog.
Do 1928. godine igrao je za zagrebački Derby. Tada prelazi u Građanski u kojem igra sve do 1937. godine kada se opet vraća u Derby. Za Građanski je odigrao ukupno 158 službenih natjecateljskih utakmica (147 u prvenstvu i 11 u kupu). S Građanskim je osvojio Prvenstvo Jugoslavenskog nogometnog saveza 1928. godine. Bio je ljubimac navijača Građanskog. Igrao je za jugoslavensku i zagrebačku reprezentaciju. Za Jugoslaviju je prvi put nastupio 2. listopada 1931. u Sofiji protiv Turske (0:2), a drugi i posljednji put u Bukureštu 11. lipnja 1933. protiv Rumunjske (5:0 za Rumunjsku). Poginuo je 15. listopada 1941. kao vojnik Hrvatske legije, 369. pojačane pješačke pukovnije, u gradu Černavka kraj Poltave (Ukrajina).